# Japán megszállása

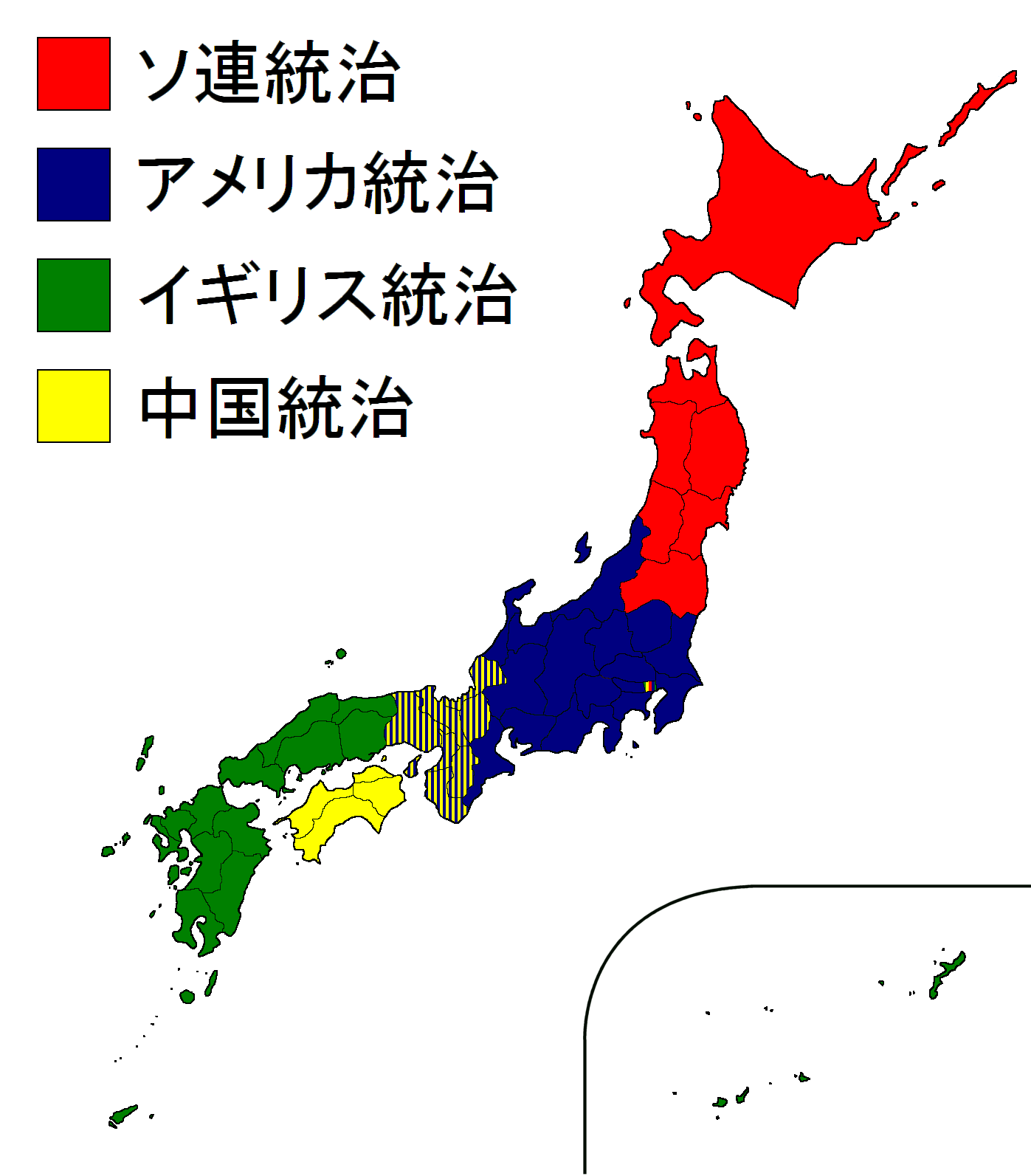
Japán tervezett megszállási zónái: vörös – Szovjetunió; kék – USA; sárga – Kína; zöld – Egyesült Királyság; a sárga-kék vonalkázott terület amerikai-kínai közös megszállási övezet

Japán megszállása alatt a második világháború végét követő szövetséges, az USA vezette katonai megszállást és politikai reformot értjük. Az Amerikai Egyesült Államokon kívül Ausztrália, India, Új-Zéland és az Egyesült Királyság is a megszálló erőket alkotta. Mindez a Japán írott történelemben egyedülálló és első alkalom, hogy külföldi ország(ok) hadereje tartós megszállás alatt tartotta. A San Franciscó-i békeszerződés, melyet 1951. szeptember 8-án írtak alá, vetett véget hivatalosan a megszállásnak, amely 1952. április 28-án lépett hatályba, melytől kezdve Japán ismét független országgá vált. A Szovjetunió – és Oroszország sem – eddig nem kötött békeszerződést Japánnal, rendszerint a vitatott északi szigetek ürügyén.
Miután 1952 áprilisában Douglas MacArthur, a Szövetséges Erők főparancsnoka (SCAP, Supreme Commander for the Allied Powers) elhagyta Japánt, a Josida-kormány felszabadult a közvetlen politikai ellenőrzés alól és feltett szándékában állt eltörölni, illetve megváltoztatni a Szövetséges Erők reformjait. Egy olyan irányzatot hoztak létre, melyet egyszerűen és észszerűen „ellentétes folyamatnak” neveztek. A politikai harc, mely a kormány és kritikusai közt alakult ki, a későbbiekre nézve egyre elkeseredettebbé vált, 1954 év végén feloszlatták a parlamentet.

## A kapituláció
Az 1945. augusztus 14-ei japán kapitulálás során a japán kormányzat kötelezte magát a potsdami konferencián kikötöttekhez. Másnap Hirohito császár a nemzeti rádióban kihirdette Japán feltétel nélküli megadását. Ez a rádióadás volt az első életében, melyet a nép felé közzétett, illetve szintén az első eset, hogy a japán polgárok nagy többsége egyáltalán hallotta császára hangját. Az egyetemes, de főként az angol nyelvű történetírás ezt a napot a Japán felett aratott győzelemnek, azaz Victory Over Japan (V-J Day-nek) nevezi, mely a második világháború végét is jelentette, egyúttal Japán hosszadalmas újjáépítésének kezdetét.
A győzelmi napon Harry S. Truman elnök kinevezte Douglas MacArthur tábornokot a Szövetséges erők főparancsnokává (Supreme Commander of the Allied Powers, SCAP), feladatául a megszállás szervezését jelölték ki. Még a háború idején a szövetséges hatalmak úgy tervezték felosztani egymás között Japánt, mint ahogy tették később Németország megszállása során. Azonban a végleges tervben a SCAP közvetlen felügyeleti jogot kapott a főszigetek és a magukat megadni kényszerült szigetek felett, a távolabbi japán birtokok feletti ellenőrzést pedig az alábbiak szerint osztották fel:
- Szovjetunió: Észak-Korea (nem teljesen megszállt), Szahalin és a Kuril-szigetek.
- Amerikai Egyesült államok: Dél-Korea (nem teljesen megszállt), Okinava, Amami-szigetek, Ogaszavara-szigetek és a japán tulajdonúvá vált Mikronézia.
- Kína: Tajvan és Penghu.

Máig sincs egyértelműen tisztázva, miért tértek el az eredeti tervtől. A leggyakoribb teória szerint a megnövekedett potenciállal bíró USA az atombomba kifejlesztését követően nem akarta, hogy a SZU túlzott befolyást szerezzen a távol-keleti térségben, ahogy az a jaltai konferencián már nyilvánvalóvá vált.
A Szovjetuniónak voltak megszállási szándékai Hokkaidóval szemben is, aminek során egy kommunista politikai rendszerű Japán Népi Demokratikus Köztársaságot akartak létrehozni, amely zóna szovjet befolyás alá kerülne. Viszont a kelet-német és észak-koreai szovjet megszállással szemben, ez ténylegesen is aggasztotta Truman elnököt, s igyekezett politikai nyomásgyakorlással megvétózni. Végül a Távol-keleti Szövetség és a Szövetséges Tanács Japánért szervezetek lettek hivatottak Japán megszállásának koordinálására.
Japán hivatalnokok augusztus 19-én Manilában maradtak, hogy találkozzanak MacArthurral, tisztázni a szövetséges megszállás feltételeit és módozatait. Augusztus 28-án 150 amerikai személy repült a Kanagava prefektúrabeli Acugiba, akiket a USS Missouri csatahajó követett, melynek fedélzetén a 4. tengerészgyalogos hadosztály utazott és szállt partra Kanagavában. Őket több más szövetséges személy követett.
MacArthur augusztus 30-án érkezett Tokióba, ahol azonnal kihirdetett néhány rendeletet:
- Egyetlen szövetséges személy sem fogja a japán népet bántani.
- Egyetlen szövetséges személy sem fog enni a szűkösen rendelkezésre álló japán élelmiszerekből.
- Az állami lobogó, a Hinomaru (a „Felkelő nap”) használatát korlátozták, a tartományi hivatalok és az egyének csak külön engedéllyel vonhatták azt fel. A korlátozást 1948-ban részlegesen, egy évvel később teljesen feloldották.

Szeptember 2-án Japán formálisan is letette a fegyvert a Japán fegyverletételi okirat (Japanese Instrument of Surrender) aláírásával, melyet a Tokiói-öbölben horgonyzó USS Missouri fedélzetén írt alá Sigemicu Mamoru, Japán külügyminisztere, Umezu Josidzsiró, a Japán Birodalmi Főparancsnokság parancsnoka, Douglas MacArthur, SCAP, Nimitz admirális és sok más, a környező országokat képviselő diplomata. Ezzel hivatalosan is véget ért a második világháború. Négy nappal később, szeptember 6-án Truman elnök jóváhagyta a megszállás utáni amerikai politikáról szóló dokumentumot (címe: US Initial Post-Surrender Policy for Japan). Ez a dokumentum két fő részt taglalt: először is Japán hadipotenciáljának módszeres és szakszerű csökkentését írta elő, másodsorban pedig a japán nemzet „nyugati típusú” nemzetfelfogásúvá alakítását és (politikailag, gazdaságilag) USA-barát országgá fejlesztését. A szövetséges erők által irányított országnak a kapitulációtól számított nyolc hónap múlva már teljesen a külföldi erőktől kell függenie. A megszálló kormányzatot (Occupation administration) vezető MacArthur technikailag egy tanácsadó testülettel volt köteles egyeztetni, a gyakorlatban azonban mindenről egymaga döntött. Ebben az időben volt a legnagyobb az amerikai befolyás az országban. Később Kavai Kazuo 1951-ben ezt úgy értékelte, hogy „az elmúlt 6 évben az Egyesült Államok szabadabb kezet kapott Japánban, mint bármely más ázsiai országban vagy egyáltalán a világban”.
MacArthur legfontosabbnak az élelmiszer-elosztó hálózatok újbóli kiépítését látta. A korábbi uralkodó rendszer összeomlása és a legfontosabb nagyvárosok bombázások útján való lerombolása mellett ez valójában csak virtuális kérdés volt csupán, a legtöbb ember éhezett, minimális fejadagokból étkeztek naponta, a megszállás éveiben alig változott ez a helyzet. Ahogy Kavai fogalmazott, „Demokráciát nem lehet tanítani egy éhező népnek, [...]” noha egyébként az amerikai kormányzat – mely a japán demokrácia legfőbb támogatója volt – több milliárd USD-ral támogatta az élelmezést.

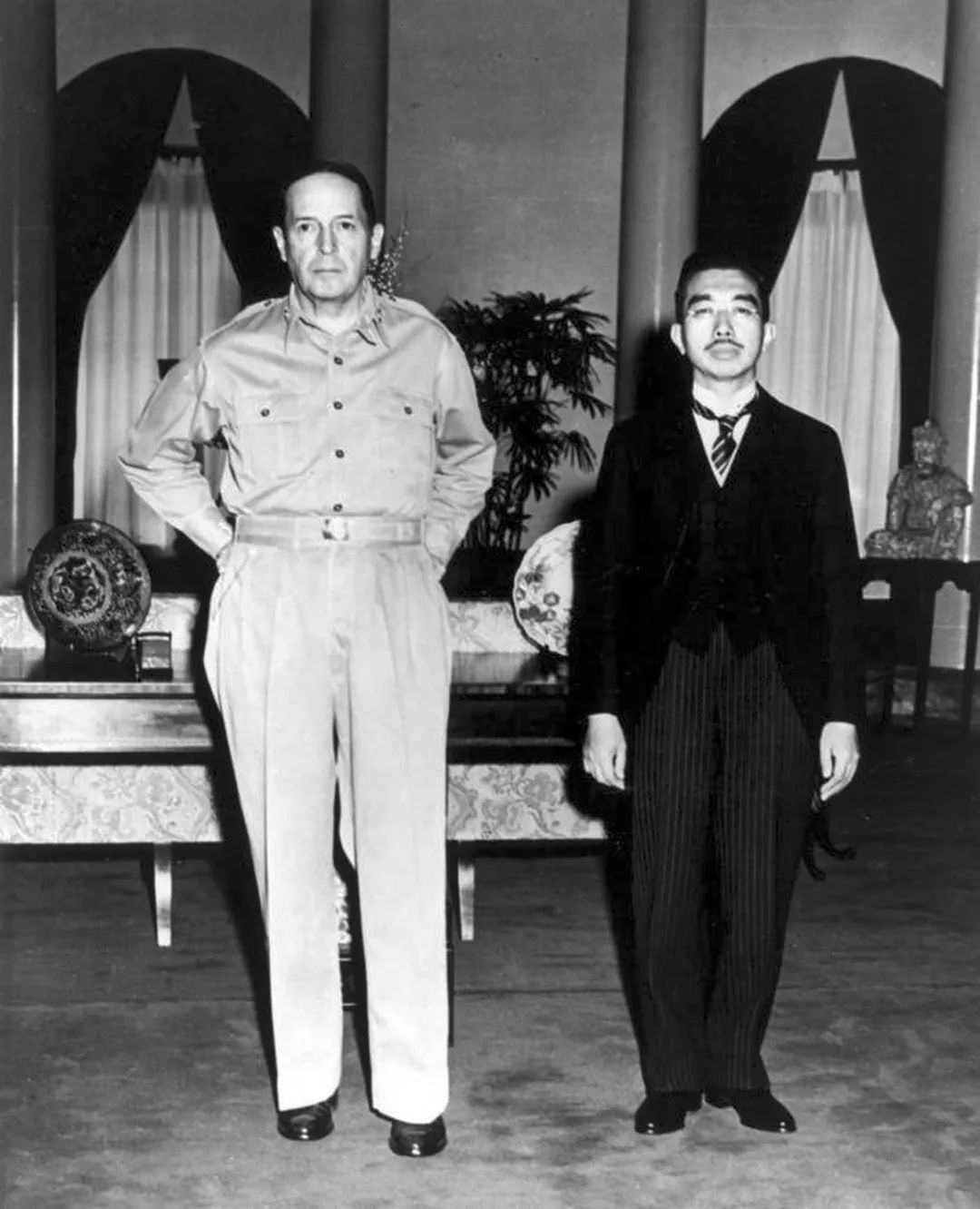
A MacArthur–Hirohito találkozón készült fotó

Az USA kezdetben a GARIOA (Government and Relief in Occupied Areas) keretében nyújtott sürgősségi élelmiszer-segélyezést az országnak. Ez az 1946-os évben 92 millió USD-t tett ki, hitel formájában. Ez év áprilisában a LARA (Licensed Agencies for Relief in Asia) fedezete alatt magánszervezetek is segélyszállításokba kezdtek. Miután a segélyezési költségek igen magasra rúgtak, MacArthur Hirohito segítségét kérte. A két méltóság szeptember 27-én találkozott. Az ezt megörökítő fényképen az amerikai tábornok meglehetősen lezser módon viselte katonai egyenruházatát nyakkendő nélkül Hirohito császár mellett (okairól csak találgatások vannak). A japán monarchia szankcionálása során MacArthur megkapta a megszállási reformokhoz szükséges hajtóerőt is. A legtöbb szövetséges politikai és katonai vezető szívesen látta volna Hirohitót a háborús bűnösök vádpadján (tokiói per), MacArthur mégis ellenállt az ilyen követeléseknek – mint ahogy Mikasza hercegnek, Higasikuni hercegnek és a népszerű írónak, Mijosi Tacudzsinak is, akik a császár lemondását követelték –, mondván, ez a japán nép körében igen népszerűtlen lenne.
1945 végére több mint 450 000 amerikai katona és polgár érkezett a szigetországba. A következő év elején a tartalékos állomány is megérkezett és csatlakozott MacArthur Nyolcadik hadseregéhez (Eighth Army), melynek főparancsnoksága a tokiói Dai-Icsi épület lett. Kjúsú főszigetet a 24. gyalogos hadosztály (24th Infantry Division) szállta meg, Sikoku kisebb részeivel együtt. Honsút az Első lovashadosztály (1st Cavalry Division), Hokkaidót a 11. légiszállítású hadosztály (11th Airborne Division) szállta meg.
1950 júniusára ezen egységek létszáma és hadrafoghatósága jelentősen meggyengült. Miután Észak-Korea megtámadta Dél-Koreát, a 24. gyalogos hadosztályt áttelepítették a koreai félszigetre, hogy növeljék a kommunista erőkkel szembeni katonai potenciált. Azonban alacsony harcértékük és az új terephez való alkalmazkodási idő megvonásával harcba vetett alakulat súlyos veszteségeket szenvedett, és visszavonulni lett kénytelen, magával vonva a Japánt megszálló erőkből való utánpótlás szükségességét, tovább gyengítve az ekkor már amúgy sem erős amerikai jelenlétet Japánban.
A brit jelenlétért felelős Brit nemzetközösségi megszálló erő (British Commonwealth Occupation Force, BCOF), melyben az Egyesült Királyság, Ausztrália, India és Új-Zéland képviseltette magát, 1946. február 21-én érkezett az országba. Feladatuk – mivel a központi katonai kormányzást az amerikaiak látták el – a japán hadfelszerelések begyűjtésének és a hadigazdaság leépítésének ellenőrzése lett. A BCOF a nyugati és déli tartományokért és a környező szigetekért feleltek, központjuk Kuréban lett felállítva. Szervezeti csúcslétszámuk 40 000 fő volt. 1947-ben a BCOF kezdte csökkenteni a létszámát – valószínűleg a Palesztinában kialakult helyzet is közrejátszhatott ebben –, hivatalosan 1951-ben feloszlatták.

## A megszállás lefolyása

### Fegyverzetleszerelés
Az 1947. május 3-án elfogadott japán alkotmányba, melyet a szövetséges bizottság felügyelete alatt alkottak meg, belefoglalták a jövőbeni japán külpolitikai törekvéseket is. A 9. cikkelyben kikötik, hogy Japán tartózkodik a jövőben bárminemű katonai agressziótól, illetve betiltották a japán fegyveres erőket. Egy évtizedbe sem telt, az Egyesült Államok a japán fegyveres erők újbóli felállítását javasolta a japán kormánynak, látva a kínai polgárháborúban megerősödő kommunista befolyást Délkelet-Ázsiában. A koreai háborút követően Japán ismét felállította haderejét Önvédelmi Haderő (Dzsieitai) néven. A kormányzat hagyományosan az éves GDP 1%-ában határozta meg a hadi kiadást, amely nem jogi alapokon nyugodott, hanem az előző században bevált népi gyakorlatokon. Ez a szám később fel-le ingadozott a fluktuációnak megfelelően. Noha az amerikai megszállási hivatal igyekezett demilitarizálni az országot, a külső fenyegetéssel egy időben a haderőt mégis felállították, majd fenntartják egy konszolidáltabb formában, magas technikai színvonalra alapozva.

### Liberalizáció
A megszállás alatt az ország demokratizálása, bármennyire is próbálták annak beállítani, mégsem volt egyértelműen az. A hidegháború kiszélesedésével a SCAP hatáskörében megpróbálta befolyásolni, akadályozni a reformintézkedéseket. 1947 végétől az amerikai törekvés egyre inkább a belpolitikai stabilitásra és a gazdaság helyreállítására irányult, a liberalizációs szociális változások ellenében. A fegyverzetleszerelési folyamat és a demokratizálás üteme lelassult, egy időben úgy tűnt, végleg megáll. A gazdaság decentralizációja például befejezetlen maradt, ahogy a Főparancsnokság (General Headquarters, GHQ) igényei változtak. Ahogy nőtt az amerikai befolyás, az amerikai hatóságok annál jobban próbálták ösztönözni a japán feleket a nyugati üzleti gyakorlatok és gyártási politikák átvételére. A megszállás évei alatt a SCAP/GHQ sikeresen felszámolta a legtöbb zaibacut, az üzleti csoportosulásokat, melyek monopóliumra tettek szert. A későbbi amerikai változtatások lelke gyakorlatilag a hatékony versenypiacot aprózták ezzel szét. Voltak üzleti csoportok, melyek nem voltak hajlandóak bevezetni az amerikai kísérleti reformokat. Szerintük a zaibacuk szükségesek a nemzetközi piaci érvényesüléshez, ezért egy lazább üzleti csoportot, a keirecukat hozták létre. A földreformot az a Wolf Ladejinsky dolgozta ki, aki MacArthur stábjában is szerepet vállalt. Alapvetően Vada Hiro volt agrárminiszter elképzeléseit fejlesztette tovább. 1947 és 1949 között mintegy 5,8 millió acre (23 470 km², a japán termőterületek 38%-a) vásároltak meg a japán földesuraktól a kormány reformprogramja keretében, és adták el az infláció miatt még alacsonyabb árakon az azokon dolgozó földműveseknek, gazdálkodóknak. 1950-re hárommillió paraszt jutott földhöz, leszerelve, átszervezve ezzel a hosszú évszázadok óta megrögzött földbirtokosi hatalmi struktúrát.

## Fordítás
- Ez a szócikk részben vagy egészben  az   Occupation of Japan című angol Wikipédia-szócikk ezen változatának fordításán alapul.  Az eredeti cikk szerkesztőit annak laptörténete sorolja fel. Ez a jelzés csupán a megfogalmazás eredetét és a szerzői jogokat jelzi, nem szolgál a cikkben szereplő információk forrásmegjelöléseként.

## Külső hivatkozások
- Joint Chief of Staff Basic Directive for post-surrender military Government in Japan proper
- British Commonwealth Occupation Force 1945–52; az ausztrál haderő szerepe a BCOF-ben Archiválva 2009. december 12-i dátummal a Wayback Machine-ben
- Japán katonai csapattestek háború utáni kitartása a térségben